# قصر فيشبورن
قصر فيشبورن الروماني (بالإنجليزية: Fishbourne Roman Palace) الواقع في قرية فيشبورن، تشيشستر في غرب ساسكس. تم بناء القصر الكبير في القرن الأول الميلادي، بعد ثلاثين عاما من الغزو الروماني لبريطانيا، على موقع قاعدة إمدادات الجيش الروماني التي أنشأت أثناء الغزو الكلودي في 43 م.
وتم احاطة القصر المستطيل بالحدائق الخضراء والتي تم إعادة بناء الأجزاء الشمالية منها. كانت هناك تغييرات عديدة واسعة في القرنين الثاني والثالث، منها إضافة العديد من أشكال الفسيفساء السوداء والبيضاء الأصلية ودمجها مع العديد من الأشكال الملونة الأكثر تطورا، بما في ذلك فسيفساء الدولفين التي لا تزال محفوظة في الجناح الشمالي. وكان هناك المزيد من المقترحات لتعديلات أخرى عندما احترق القصر في عام 270 تقريبا، والتي تم التخلي عنها بعد ذلك.

## الاكتشاف والحفريات
وعلى الرغم من أن السكان المحليين كانوا على علم بوجود بقايا رومانية في المنطقة، إلا أنه لم يقوم عالم الآثار باري كونليف باستكشاف الموقع في المرة الأولى بشكل منهجي حتى عام 1960، الذي اكتشفه أوبري باريت، وهو مهندس يعمل لدى شركة بورتسموث للمياه. كانت الفيلا الرومانية التي استكشفها فريق كونليف كبيرة جدا بحيث أصبحت تعرف باسم قصر فيشبورن الروماني، وتم إنشاء متحف لحماية والحفاظ على بعض البقايا التي تم إيجادها في الموقع. وتتولى إدارة هذه الجمعية جمعية ساسكس الأثرية.
اما بالنسبة للحجم، فهو يعادل تقريبا مساحة بيت نيرو الذهبي الموجود في روما أو يعادل فيلا رومانا ديل كاسالي الموجودة بالقرب من ساحة أرمرينا في صقلية، وفي الكتب القديمة التي تتحدث عن خطة التنظيم الأساسي للقصر للإمبراطور دوميتيان، دوموس فلافيا، وتم ذكر أنه تم انشاؤه في عام 92 ميلاديا على تل بالاتين في روما. قصر فيشبورن إلى حد كبير يتم اعتباره أكبر مسكن روماني شمال جبال الألب. يغطي مساحة حوالي 500 قدم (150 متر) مربع، ولديه بصمة أكبر من قصر باكنغهام.
وقد تم بناء متحف حديث من قبل جمعية ساسكس الأثرية، وتضم معظم بقايا مرئية بما في ذلك جناح واحد من القصر. وقد تم إعادة زراعة الحدائق باستخدام النباتات الأصيلة من الفترة الرومانية. ويشارك فريق من المتطوعين وعلماء الآثار المهنية في البحث المستمر والحفر لاستكشاف البقايا الأثرية في موقع المباني القريبة، وربما العسكرية. وكان آخر حفر في عام 2002.

## التاريخ

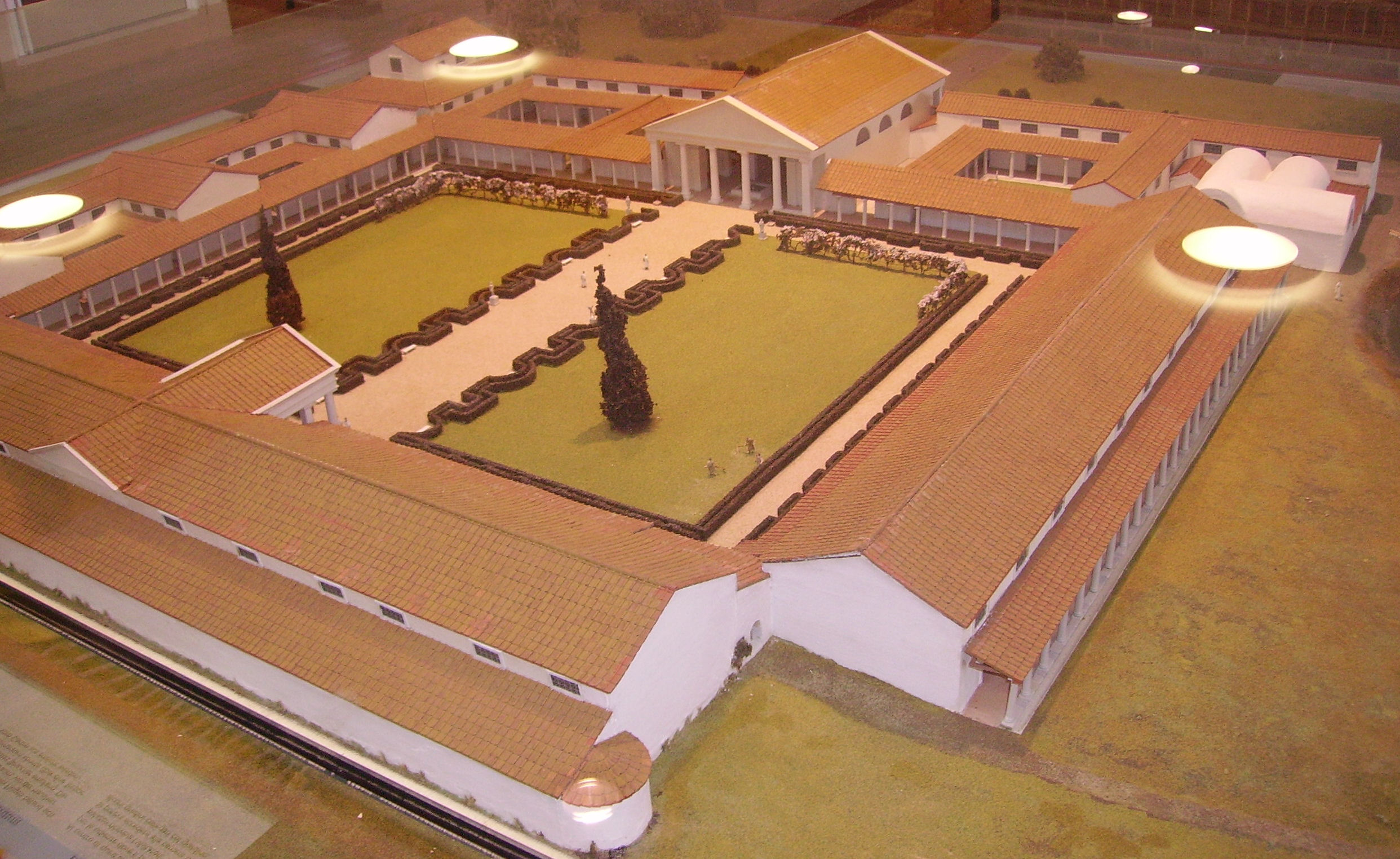
نموذج لمتحف قصر فيشبورن الروماني

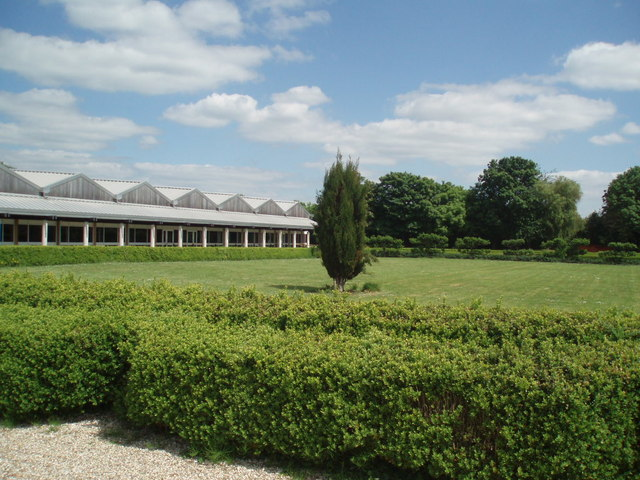
مبني المتحف والحدائق المجاورة

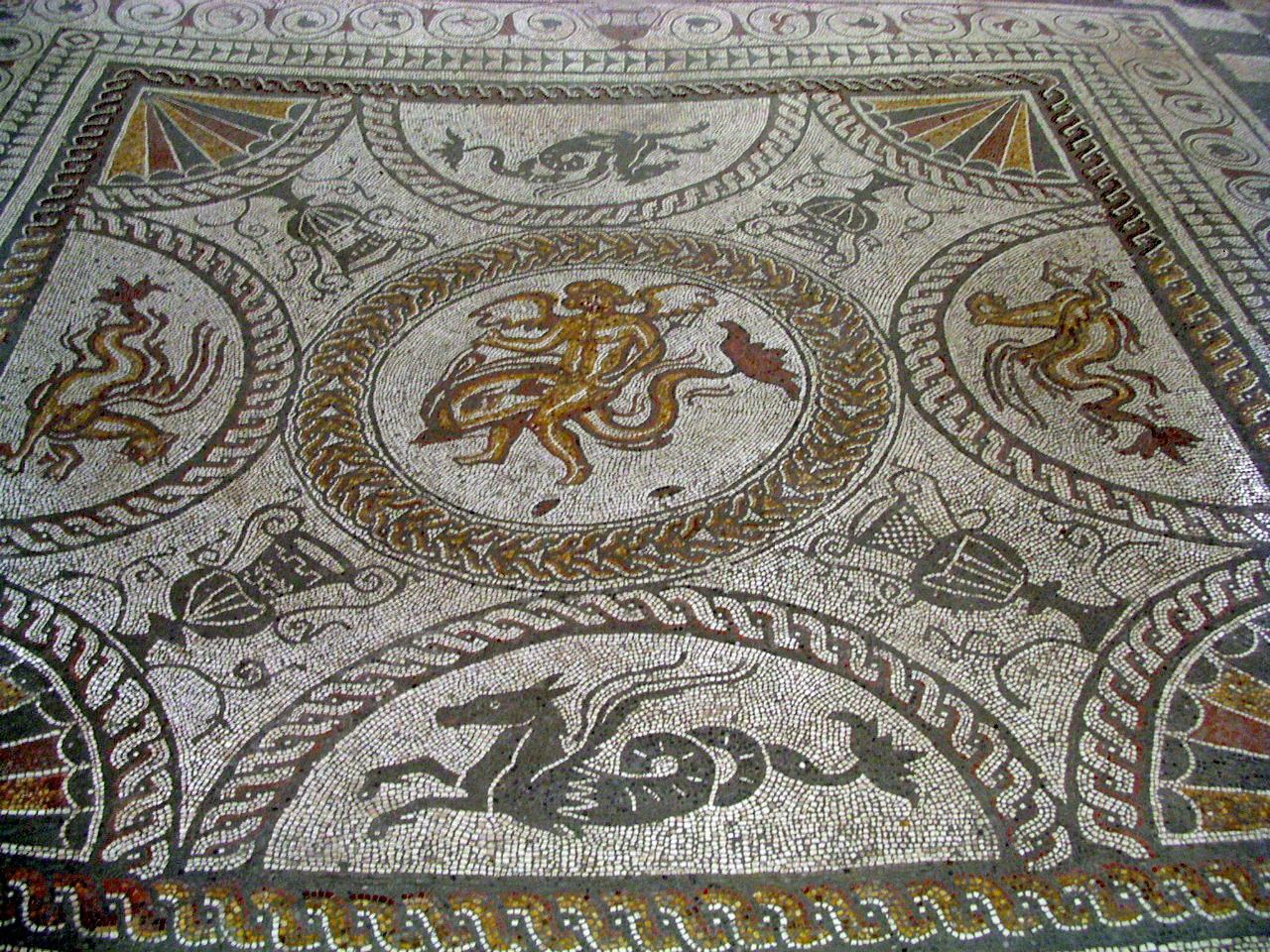
صورة الفسيفساء البيضاء

وكانت المباني الأولى في الموقع عبارة عن مخازن للحبوب، وكانت تعتبر أيضا قاعدة الإمداد للجيش الروماني، والتي شيدت في الجزء الأول من الغزو في سنة 43 ميلادية. وفي وقت لاحق، تم تشييد مبنيين من الأطر الخشبية، أحدهما يحتوي على أرضيات من الطين والهاون وجدران من الجص يبدو أنها كانت مسكنا للحصول على بعض الراحة.
وقد هدمت هذه المباني في التسعينات من القرن العشرين واستعاض عنها بمبنى كبير من الجدران الحجرية، وشملت حديقة فناء بها مستعمرات وجناح حمام. وقد تم وضع اقتراح  للقصر نفسه، الذي يضم المنزل السابق في الزاوية الجنوبية الشرقية، والذي تم بناؤه في عام 73-75 م تقريبا. بإعادة تصميم مخطط الدور الأرضي وبعض صالات الاجتماعات من قبل الدكتور مايلز راسل من جامعة بورنموث والذي فكر في النظر إلى التشابهات الوثيقة للغاية مع قصر الإمبراطورة دوميتيان في روما، والذي يعود تاريخ بناؤه إلى تاريخ ما بعد 92 م.
أما بالنسبة لمن استقطن قصر فيشبورن، فإن النظرية المقبولة، هي التي اقترحها باري كونليف، والتي تنص على أن المرحلة المبكرة للقصر كان مقرا لتيبريوس كلوديوس كوغيدوبنوس (أو توغيدوبنوس)، وهو زعيم محلي موال للرومان تم تعيينه كمالك لعدد من الأراضي بعد المرحلة الأولى من الفتح. يعرف كوغيدوبنوس / توغيدوبنوس في المراجع بولائه إلى أغريكولا تاسيتوس،  وأما بالنسبة لمراسم الاحتفال بالمعبد تم تكريسها لنبتون ومينرفا في شيشستر القريبة. وطبقا لنظرية أخرى هي أنه تم بناؤه شخص آخر، وهو سالوستيوس لوكولوس، وهو حاكم روماني لبريطانيا في أواخر القرن الأول وقد يكون ابن الأمير البريطاني أدمينيوس. وقد عثر ميلس راسل على اثنين من النقوش المسجلة تثبت وجود لوكولوس في تشيتشستر القريبة وريداتينغ، وفي القصرفي أوائل عام 90 في وقت مبكر، وهذه النظرية قد تكون أكثر تناسبا مع مثل هذا التفسير. إذا كان تم تصميم القصر ل لوكولوس، فإنه قد يكون استخدمه فقط لبضع سنوات، وطبقا للمؤرخ الروماني سوتونيوس فأن لوكولوس تم إعدامه من قبل الإمبراطورة الوهمية دوميتيان في عام 93 أو بعد فترة وجيزة .
وتشير النظريات الإضافية إلى أن صاحب القصر كان إما فيريكا، وهو ملك بريطاني ملك الإمبراطورية الرومانية في السنوات التي سبقت الغزو الكلودي، أو حتى تيبريوس كلوديوس كاتواروس، الذي تم اكتشاف خاتمه الذهبي  في عام 1995 
ظل القصرعلى وضعه الأصلي لفترة كبيرة وتم اتخاذ قرار بشأن إعادة تخطيطه على نطاق واسع في أوائل القرن الثاني، وتقسيمه إلى مجموعة من الشقق الصغيرة. وبدأ عمل خطط أخرى لإعادة تطويره في أواخر القرن الثالث، ولكن هذه التعديلات لم تكتمل بسبب حدوث تدمير الجناح الشمالي نتيجة لحدوث حريق عام 270 م. كانت الخسائر كبيرة جدا على الإصلاح، والقصر تم التخلي عنه وتفكيكه في وقت لاحق. ولم يعرف ما إذا كان الحريق مدبرا، وتم التخطيط له من قبل المهاجمون الساحليون أو جزء من الاضطرابات الأكثر انتشارا والناجمة عن ثورة الإمبراطور «البريطاني» كاراوسيوس في عام 280 م.
تتألف المرحلة النهائية للقصر من أربعة أجنحة كبيرة ذات واجهة مزينة بالأعمدة، وتشكل ساحة حول حديقة خضراء. الأجنحة الشمالية والشرقية تتكون من مجموعة من الغرف التي بنيت حول الفناء، مع مدخل ضخم في منتصف الجناح الشرقي. في الزاوية الشمالية الشرقية كان يوجد الممر الي يصل إلى قاعة التجمع. الجناح الغربي يحتوي على غرف خاصة لرجال الدولة، وغرفة استقبال للاحتفالات الكبيرة، ومعرض. الجناح الجنوبي يحتوي على الشقق الخاصة للمالك. ويضم القصر أيضا ما يصل إلى 50 طابقا من الفسيفساء، والتدفئة المركزية تحت الأرضية وحماما متكاملا.

## روابط خارجية
- متحف قصر فيشبورن الروماني